# Latham
Pour les articles homonymes, voir Latham (homonymie).
La Société Latham était une société de construction aéronautique fondée en 1916 par Jean Latham, cousin de Hubert Latham, à Caudebec-en-Caux, en bordure de la Seine. Elle construit des hydravions au profit de la Marine nationale.
Latham reprend les établissements Coutant à Caudebec-en-Caux qui fabriquaient des hydravions. Cette activité se poursuit à Caudebec-en-Caux jusqu'en 1947 par le regroupement des sociétés Latham, Breguet et Potez. En 1952, la société prend le nom de REVIMA (Révision de Matériel Aéronautique) et rejoint le groupe Chargeurs Réunis.
À la liquidation de Latham en 1927, l'usine de Caudebec-en-Caux est reprise par la SECM (Société d'emboutissage et de constructions mécaniques) de Félix Amiot.
En 1928, l'explorateur norvégien Roald Amundsen, à la recherche d'un hydravion pour aller au secours de l'expédition d'Umberto Nobile en perdition sur la banquise, au nord de la Norvège, fait appel à la France. Le ministre de la marine de l'époque, Georges Leygues met à sa disposition un hydravion et son équipage. Un nouvel hydravion, le Latham 47, vient de terminer ses premiers essais à Caudebec-en-Caux. Il s'envole le 16 juin pour Bergen (Norvège). L'équipage du Latham 47 est commandé par le capitaine de corvette René Guilbaud. Il a pour copilote le capitaine de corvette Albert Cavelier de Cuverville, pour mécanicien, le maître Gilbert Brazy et pour radiotélégraphiste, le second maître Emile Valette. L'hydravion disparaît le 18 juin 1928 avec l'explorateur Roald Amundsen et le pilote norvégien Leif Dietrichson qui y avaient embarqué à Bergen. On ne retrouvera de l'appareil qu'un flotteur et un réservoir. Un mémorial À ceux du Latham 47, dû à l'architecte Louis Rey et au sculpteur Robert Delandre, a été érigé à Caudebec-en-Caux en 1931. Le 24 février 2009, la marine norvégienne annonce une expédition pour le mois d'août 2009 afin de rechercher les restes de l'épave. À l'aide d'un sous-marin automatisé, baptisé Hugin, l'exploration d'une centaine de km² au nord-ouest de l'île aux Ours pourrait retrouver les débris du Latham 47 disparu il y a bientôt 81 ans.
En 1930, l'usine appartient à la SGA (Société générale aéronautique) formée par le gouvernement en fusionnant plusieurs avionneurs (Hanriot, Nieuport-Astra, SAB, SECM et CAMS).
Lancement en août 1933 de l'hydravion Blériot 5190 « Santos-Dumont », équipé de moteurs Hispano-Suiza d'une puissance totale de 650 ch.
L'hydravion Croix-du-Sud y vient en 1934.
L'usine montera en 1935 les cellules des multiplaces Amiot 143.

## Liste des appareils produits
- Latham Trimotor (1919) hydravion de bombardement trimoteur
- Latham HB.5 (1921) hydravion de bombardement
- Latham E-5 (1925) hydravion quadrimoteur